# Đồng nhất luận

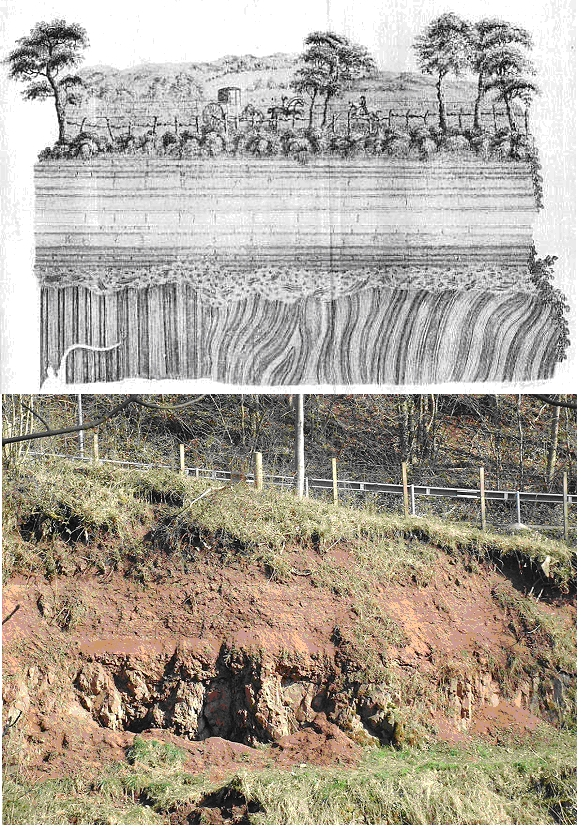
Hutton's Unconformity at Jedburgh.
Above: John Clerk of Eldin's 1787 illustration.
Below: 2003 photograph.

Đồng nhất luận, còn được gọi là Học thuyết đồng nhất hay Nguyên tắc đồng nhất, là giả thuyết chỉ ra rằng những luật lệ và quy trình giống nhau đang diễn ra dưới sự quan sát khoa học hiện tại luôn diễn ra trong vũ trụ trong quá khứ và áp dụng được mọi nơi trong vũ trụ. Nó không những đề cập đến sự bất biến trong nền tảng khoa học của thuyết siêu hình học, như là sự kiên định của quan hệ nhân quả rộng khắp không-thời gian, mà còn thường xuyên được dùng để miêu tả sự bất biến của không- thời gian của các định luật khoa học tự nhiên. Thông qua những tiền đề không thể minh chứng mà không thể được xác minh bằng cách sử dụng các phương pháp khoa học, một số nhận định rằng đồng nhất luận nên là Nguyên tắc căn bản trong những nghiên cứu khoa học. Những nhà khoa học khác bất đồng và nhận định rằng tự nhiên không hoàn toàn đồng nhất,mặc dù nó trưng bày thường xuyên và xác thực.
Trong  địa chất học, đồng nhất luận luôn bao gồm ý tưởng của chủ nghĩa dần dần đó là "hiện tại là chìa khóa của quá khứ" và các sự kiện địa chất đó diễn ra cùng tần suất với những sự kiện tương tự đã luôn xảy ra, mặc dù rất nhiều nhà địa chất học hiện đại không còn dựa vào sự chắc chắn của chủ nghĩa dần dần. Được đặt ra bởi William Whewell, chủ nghĩa đồng nhất ban đầu được đề xuất là trái ngược với chủ nghĩa thảm họa  của các nhà tự nhiên học nước Anh vào cuối thế kỷ 18, bắt đầu với công trình của nhà địa chất học James Hutton trong rất nhiều cuốn sách của ông ấy bao gồm cuốn học thuyết trái đất. Công trình của Hutton đã được cải tiến bởi nhà khoa học John Playfair và được phổ biến bởi nhà địa chất học Charles Lyell trong cuốn Principles of Geology năm 1830. Ngày nay, lịch sử trái đất được nhận định là quy trình diễn ra chậm và đều đã được nhấn mạnh bởi các sự kiện thảm họa tự nhiên thỉnh thoảng xảy ra.

## Lịch sử

### Thế kỷ 18

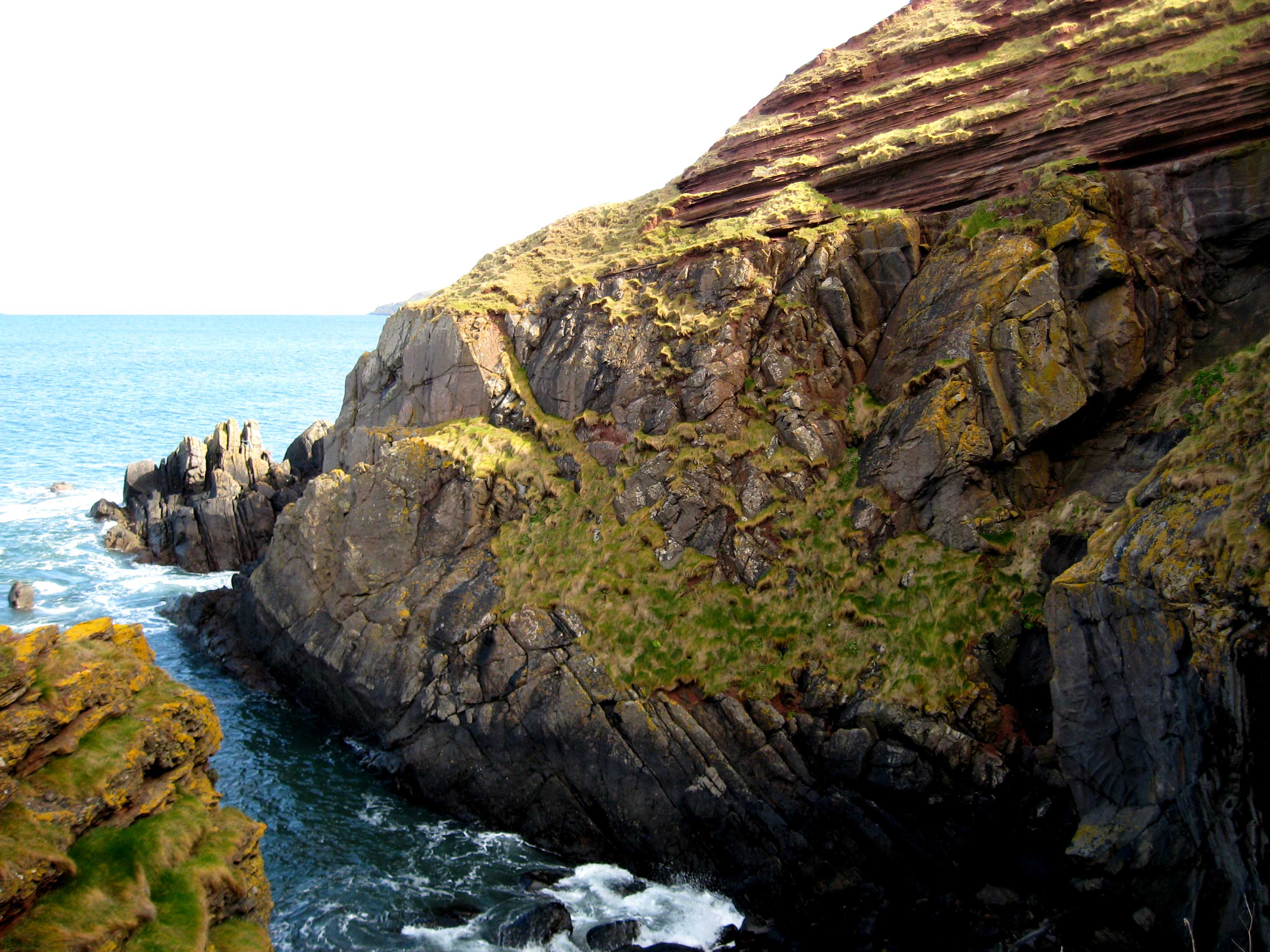
Vách đá ở phía đông Siccar Point tại Berwickshire, để lộ ra những lớp sa thạch đỏ nằm ngang phía trên những hòn đá greywake nằm nghiêng theo chiều dọc.

Những quan niệm đầu tiên đã có một chút ảnh hưởng vào những giải thích liên quan đến địa chất ở Châu Âu và thế kỷ 18 về sự hình thành của trái đất. Abraham Gottlob Werner (1749–1817)  đề xuất học thuyết sao hải vương, học thuyết cho rằng địa tầng đại diện cho những lắng cặn từ các biển thu hẹp đã kết tủa thành những loại đá nguyên thủy như là  đá hoa cương. Vào năm 1785 James Hutton đã đưa ra một sự chống đối, điều đã tạo nên sự duy trì của vòng tròn vô tận dựa trên lịch sử tự nhiên và không dựa vào sự giải thích trong kinh thánh.
Những phần rắn của phần đất xuất hiện hiện tại thường là những sản phẩm được tạo tác từ biển và từ những vật liệu khác tương tự với những thứ được tìm thấy ở trên những bãi biển. Chính vì thế ta tìm kiếm lý do để kết luận rằng:
Thứ nhất, vùng đất liền mà ta tọa lạc không đơn giản và nguyên thủy, nhưng nó là thành một thành phần và được hình thành từ hoạt động của điều thứ 2.
Thứ hai, trước khi vùng đất hiện tại được hình thành, tại ngay đó đã tồn tại một thế giới được tạo ra từ đất liền và biển, tại đó là những đợt sóng và những dòng chảy, với những hoạt động của đáy biển đang hiện diện tại đó.
Và cuối cùng, trong khi các vùng đất hiên tại đã đang hình thành tại đáy của đại dương, vùng đất trước đó đã duy trì được các loài cây cối và động vật; ít nhất vùng biển sau đó đã được cư trú bởi những loài động vật, những hành vi đó giống với những gì diễn ra hiện tại.
Chính vì thế ta được dẫn tới kết luận rằng phần rộng lớn hơn của đất liền chúng ta, trừ khi toàn bộ đã được tạo ra từ những hoạt động tự nhiên lên trái đất; nhưng điều đó để tạo ra cho vùng đất này một cơ thể vĩnh cửu, tồn tại hoạt động của nước, hai thứ cần thiết là: 
Thứ nhất, sự hợp nhất của khối lượng hình thành từ những vật liệu lỏng lẻo hoặc rời rạc;
Thứ hai, sự trồi lên của những khối hợp nhất đó từ đáy biển, nơi mà chúng được thu thập, đến những nơi mà ngày nay chúng vẫn còn nằm phía trên mực nước biển.
Hutton sau đó đã tìm kiếm chứng cứ để củng cố cho ý tưởng của ông rằng ngoài kia phải có những vòng lặp, mỗi vòng lặp liên quan đến những lắng cặn dưới đáy biển, đắp cao lên qua việc xói mòn và sau khi di chuyển dưới biển qua các lớp trầm tích bị lắng cặn. Tại Glen Tilt dãy Cairngorm ông đã phát hiện ra đá hoa cương xâm nhập qua những đá phiến biến chất, điều đó đã chỉ ra cho ông ta rằng một loại đá nguyên thủy giả định đã bị nung chảy sau khi địa tầng được hình thành. Sau khi ông ta đã đọc về bất chỉnh hợp về góc mà đã được giải thích bởi các nhà sao hải vương học, và đã tìm thấy một sự bất chỉnh hợp tại Jedburgh nơi các lớp đá greywacke ở các lớp thấp hơn của mặt vách bị nghiêng và gần như nằm dọc trước khi chúng bị xói mòn để hình thành một lớp phẳng, bên dưới các lớp sa thạch đỏ cổ nằm ngang Vào mùa xuân năm 1788 ông ta bắt chuyến tàu du ngoạn dọc bờ biển Bewickshire với John Playfair và nhà địa chất học James Hall, và đã phát hiện sự bất chỉnh hợp một cách nghiêm trọng hiện diện thành chuỗi giống nhau tại mũi Siccar. Sau đó Playfair đã nhắc lại rằng "tâm trí dường như phát triển một cách choáng váng bằng cách nhìn vào vực thẳm của thời gian", và Hutton đã kết luận trong bản báo cáo vào năm 1788 mà ông ấy trình lên cho cộng đồng hoàng gia Edinburgh, sau đó tái bản trong cuốn sách với nhan đề "chúng ta không thể tìm ra vết tích của sự khởi đầu và tiềm năng khi kết thúc".
Cả Playfair và Hall đã viết những cuốn sách riêng của họ dựa trên cái lý thuyết đó, và qua hàng thập kỷ tranh luận mạnh mẽ đã tiếp tục diễn ra giữa những người ủng hộ Hutton và những người ủng hộ thuyết sao hải vương. Công trình cổ sinh vật học của Georges Cuvier vào những năm 1790, thứ đã thiết lập sự thật của sự tuyệt chủng, được giải thích bởi các nhà thảm họa học địa phương, sau khi các chủng loài đã phục hồi hồi sinh tại vùng ảnh hưởng.T ại Anh Quốc, các nhà địa chất học đã chấp nhận ý tưởng này vào "thuyết đại hồng thủy" thuyết đã đề xuất tái hủy diệt và sáng tạo ra những loài phục hồi mới thích nghi với sự thay đổi của môi trường, những nhận định ban đầu cho rằng hầu hết thảm họa gần đây giống với "trận đại hồng thủy trong kinh thánh".

### Thế kỷ 19

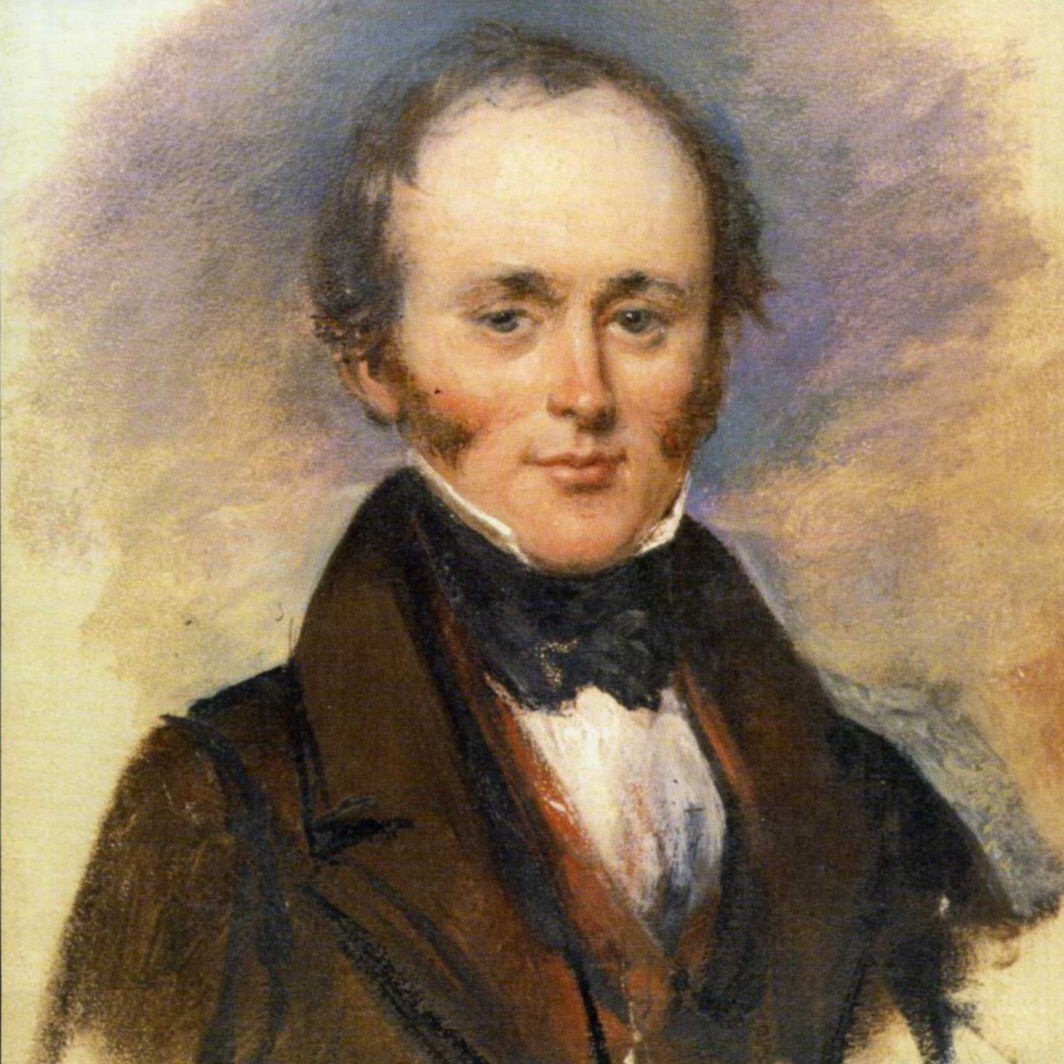
Charles Lyell at the British Association meeting in Glasgow 1840

Từ năm 1830 đến năm 1833 nghiên cứu nhiều tập các nguyên lý địa chất của Charles Lyell đã được xuất bản. Phụ đề của công trình này là "Một sự cố gắng để giải thích những sự thay đổi ban đầu của bề mặt trái đất được trích dẫn để gây ra hoạt động hiện tại". Ông ta đã vẽ ra những giải thích của mình từ nghiên cứu thực địa điều hành trực tiếp trước khi ông ta tìm kiếm chúng trong văn bản địa chất, và đã phát triển ý tưởng của Hutton rằng trái đất được nhào nặn hoàn toàn từ các lực chậm cho đến tận các hoạt động ngày nay của nó, hoạt động xuyên suốt một giai đoạn rất dài. Cụm từ đồng nhất luận cho ý tưởng này và chủ nghĩa thảm họa cho ý tưởng đối nghịch, được đề ra bởi William Whewell trong đánh giá về sách của Lyell. Các nguyên lý của địa chất là công trình địa chất có ảnh hưởng lớn nhất trong khoảng giữa thế kỷ 19.

#### Những hệ thống vô cơ của lịch sử trái đất
Các nhà khoa học địa chất ủng hộ sự phong phú trong hệ thống lịch sử trái đất, căn nguyên của điều này được xây dựng dựa trên một hỗn hợp các cái nhìn về quy trình, kiểm soát, tần suất và trạng thái mà chúng được dựa vào. Bởi vì các nhà địa chất và các nhà địa mạo có xu hướng tiếp nhận các cái nhìn trái ngược qua quy trình, tần suất và trạng thái trong thế giới vô cơ, có tất cả tám hệ thống khác nhau trong niềm tin vào sự phát triển của địa cầu.  Tất cả các nhà khoa học địa chất đứng về phía luật lệ của học thuyết đồng nhất. Đa số, nhưng không phải tất cả, được định hướng bởi học thuyết đơn giản hóa. Tất cả tạo nên những sự khẳng định chắc nịch về chất lượng của tần suất và trạng thái trong giới vô cơ.
| Phương pháp luận giả định liên quan tới kiểu quy trình           | Yêu cầu chắc chắn liên quan đến trạng thái | Yêu cầu chắc chắn liên quan đến tần suất | Hệ thống vô cơ của lịch sử trái đất           | Người khởi xướng                                                                                             |
| ---------------------------------------------------------------- | ------------------------------------------ | ---------------------------------------- | --------------------------------------------- | --- |
| Giống các kiểu quy trình mà tồn tại đến ngày nay Thực tế luận    | Trạng thái chắc chắn Gián tiếp luận        | Tần suất đều Chủ nghĩa dần dần           | Actualistic Non-directional Gradualism        | Đa số của Hutton, Playfair, Lyell                                                                            |
| Giống các kiểu quy trình mà tồn tại đến ngày nay Thực tế luận    | Trạng thái chắc chắn Gián tiếp luận        | Tần suất biến thiên Chủ nghĩa thảm họa   | Actualistic Non-directional Catastrophism     | Hall |
| Giống các kiểu quy trình mà tồn tại đến ngày nay Thực tế luận    | Trạng thái biến thiên Trực tiếp luận       | Tần suất đều Chủ nghĩa dần dần           | Actualistic Directional Gradualism            | Một phần nhỏ của Hutton, Cotta, Darwin                                                                       |
| Giống các kiểu quy trình mà tồn tại đến ngày nay Thực tế luận    | Trạng thái biến thiên Trực tiếp luận       | Tần suất biến thiên Chủ nghĩa thảm họa   | Actualistic Directional Catastrophism         | Hooke, Steno, Lehmann, Pallas, de Saussure, Werner và các nhà địa chất học, Elis de Beaumont và người ủng hộ |
| Khác các kiểu quy trình mà tồn tại đến ngày nay Phi thực tế luận | Trạng thái chắc chắn Gián tiếp luận        | Tần suất đều Chủ nghĩa dần dần           | Non-Actualistic Non-directional Gradualism    | Carpenter |
| Khác các kiểu quy trình mà tồn tại đến ngày nay Phi thực tế luận | Trạng thái chắc chắn Gián tiếp luận        | Tần suất biến thiên Chủ nghĩa thảm họa   | Non-Actualistic Non-directional Catastrophism | Bonnet, Cuvier                                                                                               |
| Khác các kiểu quy trình mà tồn tại đến ngày nay Phi thực tế luận | Trạng thái biến thiên Trực tiếp luận       | Tần suất đều Chủ nghĩa dần dần           | Non-Actualistic directional Gradualism        | De Mallet, Buffon                                                                                            |
| Khác các kiểu quy trình mà tồn tại đến ngày nay Phi thực tế luận | Trạng thái biến thiên Trực tiếp luận       | Tần suất biến thiên Chủ nghĩa thảm họa   | Non-Actualistic Directional Catastrophism     | Phục hồi các nhà vũ trụ học, Người Anh theo thuyết đại hồng thủy, Các nhà địa chất cổ điển                   |

#### Đồng nhất luận của Lyell
Dựa trên Reijer Hooykaas (1963), đồng nhất luận của Lyell là một hệ thống của 4 mệnh đề liên quan chứ không chỉ là 1 ý tưởng:
- Luật đồng nhất - các quy luật tự nhiên là không đổi qua không gian và thời gian.
- Phương pháp luận đồng nhất - các giả thiết thích hợp để giải thích quá khứ địa chất là tương đồng của chúng ngày nay.
- Kiểu đồng nhất - những hệ quả của quá khứ và hiện tại là giống thể loại, có cùng năng lượng và tạo cùng kết quả.
- Bậc đồng nhất - những hoàn cảnh địa chất luôn giữ nguyên qua thời gian.

Không có ý nghĩa nào phía trên trùng lặp lẫn nhau và chúng không suy ra ngang bằng bởi các nhà đồng nhất.
Gould giải thích các mệnh đề của Lyell trong Time's Arrow, Time's Cycle (1987), nói rõ rằng Lyell đã giam cầm 2 kiểu mệnh đề khác nhau: một cặp phương pháp luận giả định với một cặp giả thiết chắc chắn. Cả bốn hợp lại thành đồng nhất luận của Lyell.

##### Phương pháp luận giả định
Hai phương pháp luận giả định bên dưới được chấp nhận là đúng bởi phần lớn các nhà khoa học và các nhà địa chất. Gould khẳng định rằng các mệnh đề triết học phải được giả định trước khi bạn có thể tiến hành như một nhà khoa học làm công trình khoa học.  "Bạn không thể đi tới mỏm đá và nhìn thấy nó vừa khẳng định các định luật tự nhiên vừa làm các quy trình không xác định. Nó diễn ra theo cách ngược lại." bạn cần giả định trước các mệnh đề đó và "sau đó tới mỏm đá."
- Luật đồng nhất xuyên không gian và thời gian: Các quy luật tự nhiên là bất biến xuyên không thời gian.

Tiền đề của luật đông nhất   là thiết yếu để các nhà khoa học có thể ngoại suy(bằng suy luận quy nạp) về quá khứ không thể quan sát.  Sự kiên định trong các quy luật tự nhiên cần được giả định trong nghiên cứu về quá khứ; mặt khác ta không thể nghiên cứu nó một cách có.
- Quy trình đồng nhất xuyên không gian và thời gian: các quy trình tự nhiên là bất biến xuyên không gian và thời gian.

Mặc dù giống với luật đồng nhất,ý tưởng này hỗ trợ một giả định tiên nghiệm, được chia sẻ bởi đa số các nhà khoa học mà họ làm việc với các nguyên nhân địa chất, không phải các luật hóa lý   Quá khứ là để được giải thích bởi các quy trình diễn ra liên tiếp trong không gian và thời gian thay vì tạo ra những thứ huyền bí khác thường hoặc các quy trình không xác định mà không có lý do chính xác  trái lại được hiểu một cách rắc rối hay lưỡi dao của Occam

##### Các giả thiết thực
Các giả thiết thực đã gây tranh cãi và vài trường hợp chỉ được chấp nhận bởi thiểu số.  Những giả thiết đó được đánh giá đúng hoặc sai bằng các cơ sở thực nghiệm qua các quan sát khoa học và lặp lại các số liệu thí nghiệm. điều này là trái ngược với hai giả định triết học trước đó mà nó đến trước khi có ai có thể làm khoa học và cũng không thể được kiểm tra hay làm sai lệch bằng khoa học.
- Tần suất đồng nhất xuyên không gian và thời gian: thay đổi chậm, ổn định và dần dần một cách đặc trưng.

Tần suất đồng nhất (hay gradualism) là điều mà đa số mọi người(bao gồm các nhà địa chất học) nghĩ về kho họ nghe được cụm từ "đồng nhất luận", gây khó khăn trong việc định nghĩa giả thiết này. Cho đến tận năm 1990, Lemon, trong báo cáo về địa tầng của ông ta, đã khẳng định rằng "cái nhìn của những người theo chủ nghĩa đồng nhất về lịch sử trái đất bao gồm tất cả các quy trình địa chất xảy ra liên tục và với tốc độ rất chậm." 
Gould giải thích góc nhìn của Hutton về tần suất đồng nhất; các dãy núi hoặc hẻm núi lớn được tạo thành bằng cách tích lũy những thay đổi rất nhỏ qua thời gian rất dài. Một vài sự kiện lớn như lũ lụt, động đất và phun trào diễn ra nhưng những thảm họa này phần lớn mang tính địa phương. Chúng cũng đã diễn ra trong quá khứ và vẫn tiếp diễn trong tương lai,một vài có tần số và mức độ lớn hơn hiện tại. Cụ thể, toàn bộ trái đất không bao giờ biến động một lần.
- Trạng thái đồng nhất xuyên không gian và thời gian: Thay đổi được phân tán như nhau xuyên suốt không gian và thời gian.

Giả thuyết về trạng thái đồng nhất ngụ ý rằng xuyên suốt lịch sử của trái đất chúng ta không tồn tại hướng phức tạp trong quy trình. Hành tinh này gần như hoàn toàn giống và hoạt động như hiện tại. Thay đổi là liên tục, nhưng không dẫn tới bất kỳ đâu. Trái đất luôn cân bằng: trạng thái cân bằng động lực.

### Thế kỷ 20
Bài nghiên cứu khoa học của Stephen Jay Gould, đồng nhất luận có cần thiết? (1965), đã giảm bốn giả định thành hai. Ông bỏ qua nguyên lý thứ nhất cái đã khẳng định sự bất biến của không gian và thời gian của các quy luật tự nhiên, bởi bì đã không còn một vấn đề nào để tranh luận. Ông ta đã loại bỏ nguyên lý thứ ba (tần suất đồng nhất) vì một giới hạn vô lý trong điều tra khoa học, bởi vì nó ràng buộc các tần suất địa chất trong quá khứ và các điều kiện tới chúng hiện tại. Vì thế, đồng nhất luận của Lyellian là không cần thiết.
Đồng nhất luận đã được đưa ra như là trái nghịch của thảm họa luận, các hoàn cảnh mà quá khứ xa xôi "bao gồm các kỷ nguyên của các hoạt động thảm họa xen kẽ giữa các thời kỳ yên bình hơn" Đặc biệt vào cuối thế kỷ 19 và đầu thế kỷ 20, đã số các nhà địa chất xem giải thích này để định nghĩa các sự kiện thảm họa là không quan trọng trong thời gian địa chất; một ví dụ của nó là tranh luận về sự hình thành của kênh Scablands dựa vào thảm họa Missoula các cơn lũ băng hà bùng nổ. Một hệ quả quan trọng của cuộc tranh luận này và các cuộc tranh luận khác là sự làm rõ lại rằng, trong khi các nguyên lý giống nhau hoạt động trong thời gian địa chất, các thảm họa mà ít xảy ra trong kỷ nguyên loài người có thể có hệ quả quan trọng trong lịch sử địa chất.
Derek Ager đã ghi chú rằng "các nhà địa chất không phủ nhận tính đúng đắn của đồng nhất luận mà họ giải thích quá khứ bằng ý nghĩa của các quy trình mà được thấy tiếp tục ngày nay, từ rất lâu ta nhớ về giai đoạn thảm họa là một trong những quy trình đó. Những giai đoạn thảm họa đó hiện ra nhiều số liệu địa tầng hơn ta đang giả định ngày nay."
Kể cả Charles Lyell cũng nghĩ rằng khởi nguồn của các quy trình địa chất đã tạo ra thác Niagara để chảy lên trên hồ Erie trong khoảng 10,000 năm, dẫn tới thảm họa lũ lụt ở phần lớn Bắc Mỹ.
Các nhà địa chất hiện đại không áp dụng đồng nhất luận theo cùng cách với Lyell. Họ đặt vấn đề nếu các biến đổi của quy trình là đồng nhất qua thời gian và chỉ giá trị của chúng được đo suốt lịch sử địa chất là được chấp nhận. Hiện tại có thể không đủ lâu để mở quá những thâm sâu trong quá khứ. Các quy trình địa chất có thể luôn hoạt động ở các tần suất khác nhau trong quá khứ mà con người không thể chứng kiến."Bằng lực lượng đông đảo, đồng nhất về tuần suất tồn tại đến ngày nay. Qua hơn một thế kỷ, tiền đề hùng biện tập trung của Lyell với cá giả thiết đã giảm xuống mức không đổi. Nhiều nhà địa chất bị bóp nghẹt bởi niềm tin rằng phương pháp thích hợp bao gồm một cam kết tiền nghiệm dẫn đến thay đổi dần dần, và bằng một dẫn chứng để giải thích các hiện tượng quy mô lớn bằng cách ghép vô số thay đổi nhỏ."
Sự đồng thuận hiện tại cho rằng Lịch sử trái đất là quá trình chậm chạp và từ từ được nhấn mạnh qua các sự kiện thảm họa thiên nhiên mà đã ảnh hưởng lên trái đất và các sinh vật cư trú trên nó. Trong thực tế nó được giảm bớt qua liên kết hoặc pha trộn của Lyell để đơn giản hóa hai giả định triết học. nó cũng được biết như là nguyên tắc của chủ nghĩa địa chất thực tế, các trạng thái mà tất cả hoạt động địa chất trong quá khứ giống với tất cả hoạt động địa chất hiện tại. Nguyên tắc của chủ nghĩa thực tế là nền tảng của cổ sinh vật học.